# إنغريد مونرو
إنغريد مونرو (بالسويدية: Ingrid Munro)‏ هي مهندسة معمارية سويدية، ولدت في 25 مارس 1941م.

## حياتها
تدرب مونرو كمهندس معماري وتخرج في المعهد الملكي للتكنولوجيا في ستوكهولم عام 1964م. ومن عام 1979 إلى 1984م، ترأست المجلس السويدي لأبحاث البناء، وهو وكالة حكومية. أعلنت الأمم المتحدة عام 1987م ليكون "العام الدولي لإيواء المشردين" وتم تعيين مونرو لإقناع الحكومات بسن إصلاحات الإسكان. بعد عملها في الأمم المتحدة، عرضت عليها عدد من الحكومات الأفريقية قيادة المنظمة الحكومية الدولية لمؤسسة الإسكان الأفريقي، والتي كانت تقودها من عام 1988 حتى عام 1999م. ثم بدأت حياتها المهنية كمدافعة عن الفقراء في كينيا ، حيث ضغطت من أجل حقهم في السكن.
كان والدها مبشرا مسيحيا وطبيبا. هي نفسها مسيحية، وقد حشدت دعم الكنائس في السويد، على الرغم من أن Jamii Bora تخدم على قدم المساواة المسيحيين والمسلمين الذين يعيشون في كينيا.
في عام 1999م، بعد تقاعد مونرو ، أسست جامي بورا مع 50 امرأة متسولة ، وأقرضتهن ضعف المبلغ الذي وافقن على الادخار. قالت مونرو إنها تعرفت على النساء بعد أن تبنت هي وزوجها، وهو كندي، أول صبي كان يعيش في الشارع، ثم شقيقيه، ابتداءً من عام 1988م. ونقلت مجلة نيويوركر عنها قولها، "لقد كانت طفلة صغيرة صبي يبلغ من العمر سبع سنوات تبنانا بشكل أو بآخر .... وبعد ذلك وجدنا أخويه وتبنيناهم. مع وضع مثل هذا ، كما هو الحال في جميع قصص الحب العظيمة، في الأدب وفي الحياة الواقعية، أنت ضحية لا حول لها ولا قوة كما تعلم؟ "
في عام 2012م، ظهرت إنغريد مونرو في الفيلم الوثائقي Half the Sky: Turning Oppression to Opportunity for Women Worldwide لأول مرة على قناة PBS في 1 و 2 أكتوبر. يقدم المسلسل النساء والفتيات اللواتي يعشن في ظروف صعبة للغاية ويكافحن بشجاعة لتحديهن. المسلسل التلفزيوني Half the Sky PBS من إنتاج Show of Force مع Fugitive Films.